# Laurent Labit
Pour les articles homonymes, voir Labit.

a Compétitions nationales et continentales officielles uniquement.

Laurent Labit, né le 8 mai 1968 à Revel (Haute-Garonne), est un joueur et entraîneur français de rugby à XV.
Il forme un duo avec Laurent Travers durant quatorze années, de 2005 à 2019, successivement à la tête de l'US Montauban, du Castres olympique puis du Racing 92. Ils remportent le championnat de France avec Castres en 2013 puis avec le Racing en 2016. De 2019 à 2023, il est entraîneur des arrières du XV de France.
De 2023 à 2025, il est directeur du rugby du Stade français.

## Biographie

### Carrière de joueur
Laurent Labit commence la pratique du rugby à XV au Rugby club revélois. Il évolue essentiellement au poste d'arrière au début de sa carrière.
Il rejoint ensuite Castres où il devient Champion de France en 1993 lors de la finale remportée au Parc des Princes contre le FC Grenoble grâce à ses 2 pénalités et un drop victorieux de Francis Rui, mais cette finale est aussi marquée par de graves erreurs d'arbitrages permettant aux Tarnais de remporter le match,,. L'arbitre reconnaît treize ans plus tard qu'il a commis une faute d'arbitrage ce jour-là et avoir été influencé par les supporters agenais qui se plaignaient du jeu trop physique des Grenoblois. La même année, il bat le record du nombre de points inscrit en une saison de championnat de France avec 303 points. En inscrivant 33 points en quart de finale contre Narbonne, il détient toujours le record de points marqués en phase finale[réf. nécessaire].
Il a ensuite évolué à Colomiers et Béziers passant alors au poste de demi d'ouverture puis à Bordeaux Bègles et Gaillac où il retrouve son poste d'arrière. Le 30 janvier 1999, il joue avec l'US Colomiers la finale de la Coupe d'Europe au Lansdowne Road de Dublin face à l'Ulster mais les Columérins s'inclinent 21 à 6 face aux Irlandais. Il a également joué en équipe de France A, ainsi qu'en espoirs et en moins de 23 ans.
Il raccroche les crampons à l'âge de 36 ans pour entamer une carrière d’entraîneur.

### Carrière d'entraîneur

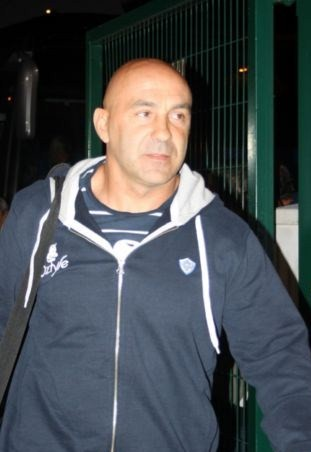
Laurent Travers avec qui il forme un duo d'entraîneur de 2005 à 2019, successivement à Montauban, Castres et au Racing.

Laurent Labit co-entraîne l'US Montauban  avec Xavier Péméja (2004-2005) puis Laurent Travers de 2005 à 2009. Laurent Labit et Laurent Travers qualifient le MTG XV pour la H Cup 2008-2009 pour la première fois dans l'histoire du club de rugby de Montauban.
À la fin de la saison 2008-2009, il rejoint, avec Laurent Travers le Castres olympique.
En juin 2011, il est choisi pour entraîner les Barbarians français, aux côtés de Laurent Travers et Philippe Rougé-Thomas, pour une tournée au Japon. Il entraîne de nouveau les Baa-Baas, toujours avec Laurent Travers, lors d'une tournée en Argentine en juin 2012, puis pour une rencontre contre le Japon au Havre en novembre 2012.
En 2013, les deux entraîneurs mènent le Castres olympique au titre de Champion de France. Après ce titre, ils prennent en charge le Racing Métro 92 avec lequel ils remportent un nouveau titre de Champion de France en 2016, lors d'une finale particulière, puisqu'elle est jouée pour la première fois à l'étranger, dans l'enceinte du Camp Nou.
Annoncé comme un prétendant possible, avec son associé Laurent Travers, à la succession de Philippe Saint-André au poste de sélectionneur de l'équipe de France en 2015, il déclare finalement, avec ce dernier, ne pas être candidat au poste, privilégiant poursuivre un projet à long terme avec le Racing. Le 30 janvier 2017, ils prolongent leur contrat avec le Racing 92 jusqu'en 2021, puis en octobre de la même année, jusqu'en 2022.
Le 29 avril 2019, le Racing 92 annonce le départ de Laurent Labit du club à la fin de la saison pour rejoindre en 2020 l'encadrement de l'équipe de France dirigé par Fabien Galthié, ancien coéquipier de Labit à Colomiers. La Fédération française de rugby le sollicite finalement pour qu'il rejoigne le staff de l'équipe à partir du 1er juillet 2019. Jacques Brunel, actuel sélectionneur, est son ancien entraîneur à Colomiers. Labit apporte ainsi son soutien à Fabien Galthié et Jean-Baptiste Elissalde, entraîneurs respectivement de l'attaque et des trois-quarts. À partir de 2020, il est entraîneur des trois-quarts dans le nouvel encadrement mis en place.
En octobre 2023, à l'issue de la coupe du monde, il quitte le staff de l'équipe de France aux côtés de Karim Ghezal pour rejoindre tous les deux le staff du Stade français. Après une première saison réussie, avec une demi-finale perdue face à l'Union Bordeaux Bègles, le début de la deuxième est plus difficile avec trois défaites en quatre matches. Laurent Labit et la direction du club décident alors, en octobre 2024, de limoger Ghezal et promouvoir Paul Gustard en tant qu'entraîneur principal.

## Bilan en tant qu'entraîneur
| Saison      | Club              | Division | Poste    | Classement                   | Coupe d'Europe             | Challenge Européen |
| ----------- | ----------------- | -------- | -------- | ---------------------------- | -------------------------- | ------------------ |
| 2004 - 2005 | US Montauban      | Pro D2   | Arrières | Éliminé en demi-finale       | -                          | -                  |
| 2005 - 2006 | US Montauban      | Pro D2   | Arrières | Champion de France de Pro D2 | -                          | -                  |
| 2006 - 2007 | US Montauban      | Top 14   | Arrières | 7e                           | -                          | Éliminé en poule   |
| 2007 - 2008 | US Montauban      | Top 14   | Arrières | 7e                           | -                          | Éliminé en poule   |
| 2008 - 2009 | US Montauban      | Top 14   | Arrières | 8e                           | Éliminé en poule           | -                  |
| 2009 - 2010 | Castres olympique | Top 14   | Arrières | Éliminé en barrages          | -                          | Éliminé en poule   |
| 2010 - 2011 | Castres olympique | Top 14   | Arrières | Éliminé en barrages          | Éliminé en poule           | -                  |
| 2011 - 2012 | Castres olympique | Top 14   | Arrières | Éliminé en demi-finale       | Éliminé en poule           | -                  |
| 2012 - 2013 | Castres olympique | Top 14   | Arrières | Champion de France           | Éliminé en poule           | -                  |
| 2013 - 2014 | Racing Métro 92   | Top 14   | Arrières | Éliminé en demi-finale       | Éliminé en poule           | -                  |
| 2014 - 2015 | Racing Métro 92   | Top 14   | Arrières | Éliminé en barrages          | Éliminé en quart-de-finale | -                  |
| 2015 - 2016 | Racing 92         | Top 14   | Arrières | Champion de France           | Défaite en finale          | -                  |
| 2016 - 2017 | Racing 92         | Top 14   | Arrières | Éliminé en demi-finale       | Éliminé en poule           | -                  |
| 2017 - 2018 | Racing 92         | Top 14   | Arrières | Éliminé en demi-finale       | Défaite en finale          | -                  |
| 2018 - 2019 | Racing 92         | Top 14   | Arrières | Éliminé en barrages          | Éliminé en quart-de-finale | -                  |

## Palmarès

### En tant que joueur
Avec le Castres olympique
- Championnat de France de première division :
  - Champion (1) : 1993[1]
  - Finaliste (1) : 1995
- Championnat de France de Groupe B  :
  - Champion (1) : 1989
- Challenge Yves du Manoir : 
  - Finaliste (1) : 1993

Avec l'US Colomiers
- Challenge européen :
  - Vainqueur 1998
- Coupe d'Europe :
  - Finaliste 1999

### En tant qu'entraîneur

#### En club
Avec le Castres olympique
- Championnat de France de première division :
  - Champion (1) : 2013

Avec le Racing 92
- Championnat de France de première division :
  - Champion (1) : 2016
- Coupe d'Europe
  - Finaliste (2) : 2016 et 2018

Avec le US Montauban
- Championnat de France de Pro D2
  - Champion (1) : 2006

### Équipe de France
- Tournoi des Six Nations : 
  - Vainqueur (1) : 2022 (Grand Chelem)

### Distinctions personnelles
- Meilleur buteur du championnat de France de première division lors de la saison 1992-1993.
- Oscars du Midi olympique 2012 :  Oscar d'Argent du meilleur encadrement (avec Laurent Travers)
- Nuit du rugby 2013 : Meilleur staff d'entraîneur du Top 14 (avec Laurent Travers) pour la saison 2012-2013
- Nuit du rugby 2016 : Meilleur staff d'entraîneur du Top 14 (avec Laurent Travers et Ronan O'Gara) pour la saison 2015-2016